# Andy Schleck
Andy Schleck (Ciudad de Luxemburgo, 10 de junio de 1985) es un exciclista luxemburgués, el menor de los tres hijos del también ciclista Johny Schleck, y corrió junto a su hermano mayor Fränk en los mismos equipos desde sus inicios en el profesionalismo.
Campeón del Tour de Francia 2010 después de que el Tribunal de Arbitraje Deportivo (TAS) le concediera el título   tras la descalificación a Alberto Contador por dopaje. En la ronda gala fue además el mejor joven durante tres ediciones seguidas (2008-2010), récord que compartía con el alemán Jan Ullrich, tras ser superados por Tadej Pogačar en 2023. El otro triunfo a resaltar es el monumento ciclista que consiguió en 2009, al llevarse la Lieja-Bastoña-Lieja; también se subió al podio del Giro de Italia en 2007.
El 9 de octubre de 2014 anunció su retirada del ciclismo profesional debido a una lesión de rodilla.

## Biografía

### Primeros años y explosión en el Giro (2005-2007)
Debutó como ciclista profesional en el año 2005, enrolado en las filas del equipo danés Team CSC, aunque ya desde septiembre del año anterior venía realizando algunos entrenamientos con la escuadra dirigida por Bjarne Riis con contrato con el equipo aunque sin disputar ninguna carrera.
En la temporada de su debut consiguió alzarse con el Campeonato de Luxemburgo Contrarreloj y con la medalla de bronce en la prueba en línea, de la que salió victorioso su hermano Frank.
El curso siguiente no comenzó bien para Schleck. Una caída en el GP Cholet-Pays de Loire le apartó ocho semanas de las carreteras, fecha en la que se reincorporó a la competición participando en la Volta a Cataluña. En julio consiguió sus primeras victorias profesionales fuera de su país, al imponerse en la tercera y en la quinta etapa de la Vuelta a Sajonia.
Pero no fue hasta el año siguiente, en el Giro de Italia, cuando se le empezó a considerar un corredor de referencia en el pelotón internacional. A la temprana edad de 21 años y en su debut en una carrera de tres semanas consiguió alzarse al segundo puesto de la clasificación general de la carrera, tan solo superado por el italiano Danilo Di Luca. Además, ganó la 'Maglia bianca', que distingue al joven mejor clasificado de la prueba.

### Éxito en el Tour de Francia (2008-2011)

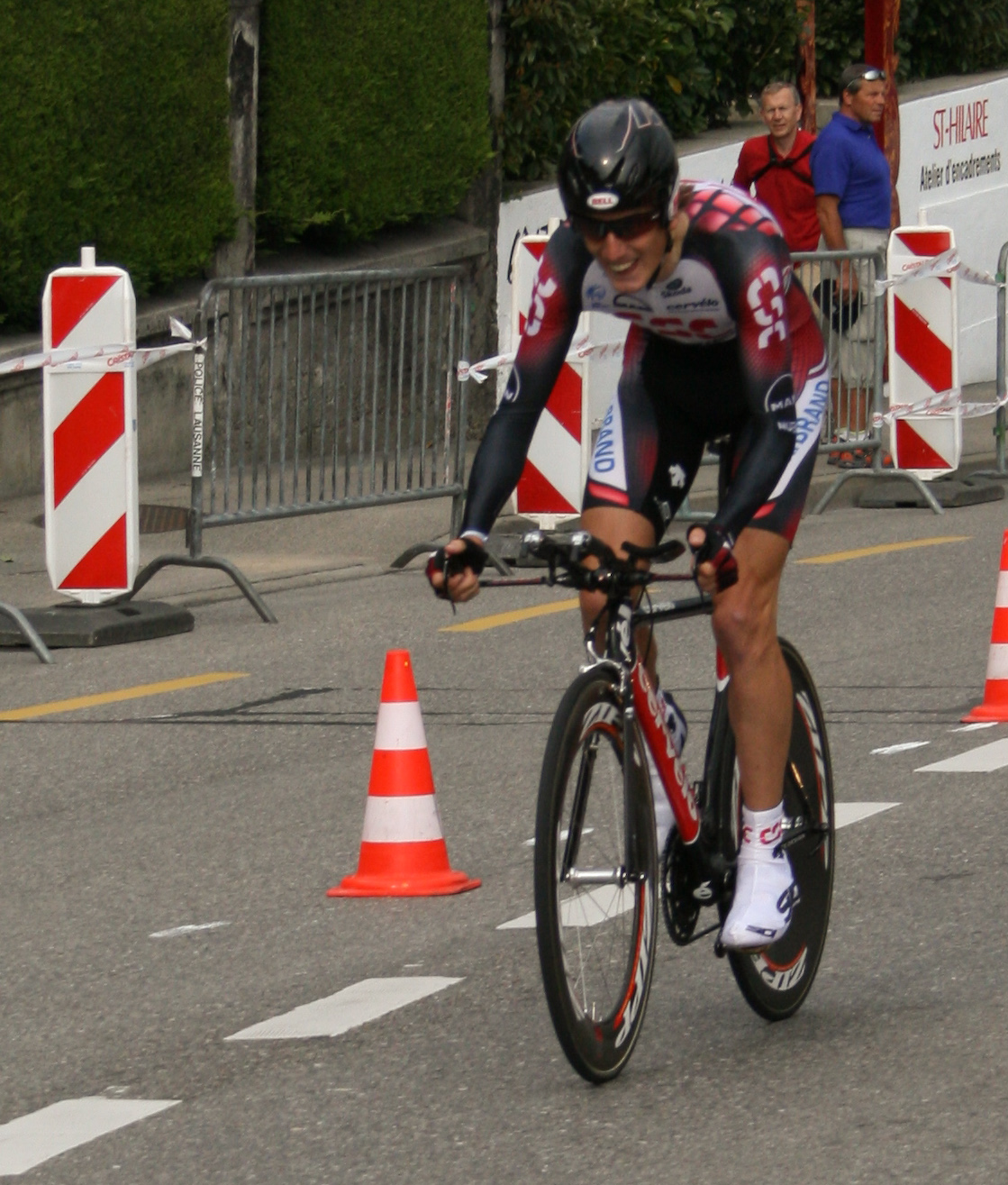
Andy Schleck, durante el prólogo del Tour de Romandía 2007.

En 2008 renunció a correr el Giro para centrarse en preparar el Tour de Francia, carrera en la que nunca había participado hasta la fecha. A pesar de ello, su decepcionante actuación en la décima etapa, con final en Hautacam y donde perdió casi nueve minutos, le dejó pronto sin opción de luchar por el podio de París.
Aun así, y teniendo en cuenta su corta edad, cuajó una buena actuación en el resto de la carrera, destacando su tercer puesto en la decimoséptima etapa, con final en Alpe d'Huez. Precisamente en esta jornada Carlos Sastre, a la postre vencedor de la prueba, se alzó con la victoria y con el liderato de la ronda francesa. Finalmente, Andy Schleck acabó en la duodécima posición de la clasificación general y consiguió ganar el maillot blanco de mejor joven.
Posteriormente, formó parte de la selección luxemburguesa que corrió en la prueba de ciclismo en ruta de los Juegos Olímpicos de Pekín 2008, donde finalizó en la quinta posición. No obstante, tuvo claras opciones de medalla al estar rodando en cabeza de carrera durante varios kilómetros junto al español Samuel Sánchez y el italiano Davide Rebellin -a posteriori oro y plata respectivamente-, pero la escasa colaboración de éstos facilitó la llegada de un grupo encabezado por el suizo Fabian Cancellara, que se colgaría finalmente el bronce. Un quinto puesto que posteriormente se convirtió en cuarto, tras confirmarse la descalificación de Rebellin por consumo de CERA; lo que permitió al resto de participantes que quedaron originalmente tras de él ascender una posición en la clasificación definitiva.

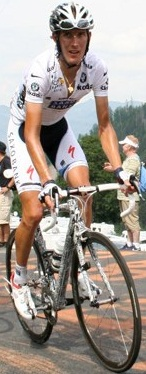
Schleck con el maillot blanco en el Tour de Francia 2010

En 2009, Schleck se planteó el Tour de Francia como objetivo prioritario, pero sin renunciar a nada en las carreras de primavera. Así, consiguió un meritorio segundo puesto en la Flecha Valona, por detrás precisamente de Rebellin, y una gran victoria en la Lieja-Bastoña-Lieja. Además, aprovechó este óptimo estado de forma para adjudicarse una etapa en el Tour de Luxemburgo, así como el Campeonato Nacional en Ruta de su país, sucediendo en el palmarés a su hermano Frank.
Ya en el Tour, cuajó una gran actuación, alzándose con el segundo puesto de la clasificación general y nuevamente con el maillot blanco de mejor joven de la carrera. En ella, solo fue superado por el español Alberto Contador, que mostró mayor nivel como contrarrelojista, y también como escalador en las etapas con final en Ordino-Arcalís y en Verbier. El podio lo completó el estadounidense Lance Armstrong.
En el Tour de Francia 2010, que finalizaría en segunda posición, se convierte de nuevo en el gran rival del pinteño en la lucha por la ronda gala. Consiguió dos victorias de etapa, puso contra las cuerdas al corredor español hasta la contrarreloj final y ganó también, por tercera vez, la clasificación de los jóvenes. Tras ser sancionado Alberto Contador (que había terminado primero) por dopaje, se le adjudicó el primer puesto.
Ese mismo año, en la Vuelta a España, fue expulsado de la carrera por infringir una norma interna del equipo que prohíbe a los ciclistas salir de fiesta durante la competición.
En el Tour de Francia 2011 logró el segundo puesto de la general individual del Tour de Francia, por detrás del australiano Cadel Evans a 1'34" y por delante de su hermano Fränk, que completaba el podio, siendo los primeros hermanos en estar un mismo podio en el Tour. Cedió el liderato en la contrarreloj final de Grenoble, tras haber ganado la etapa reina con final en el Galibier.

### Caída en Dauphiné y bajón de nivel (2012-2014)

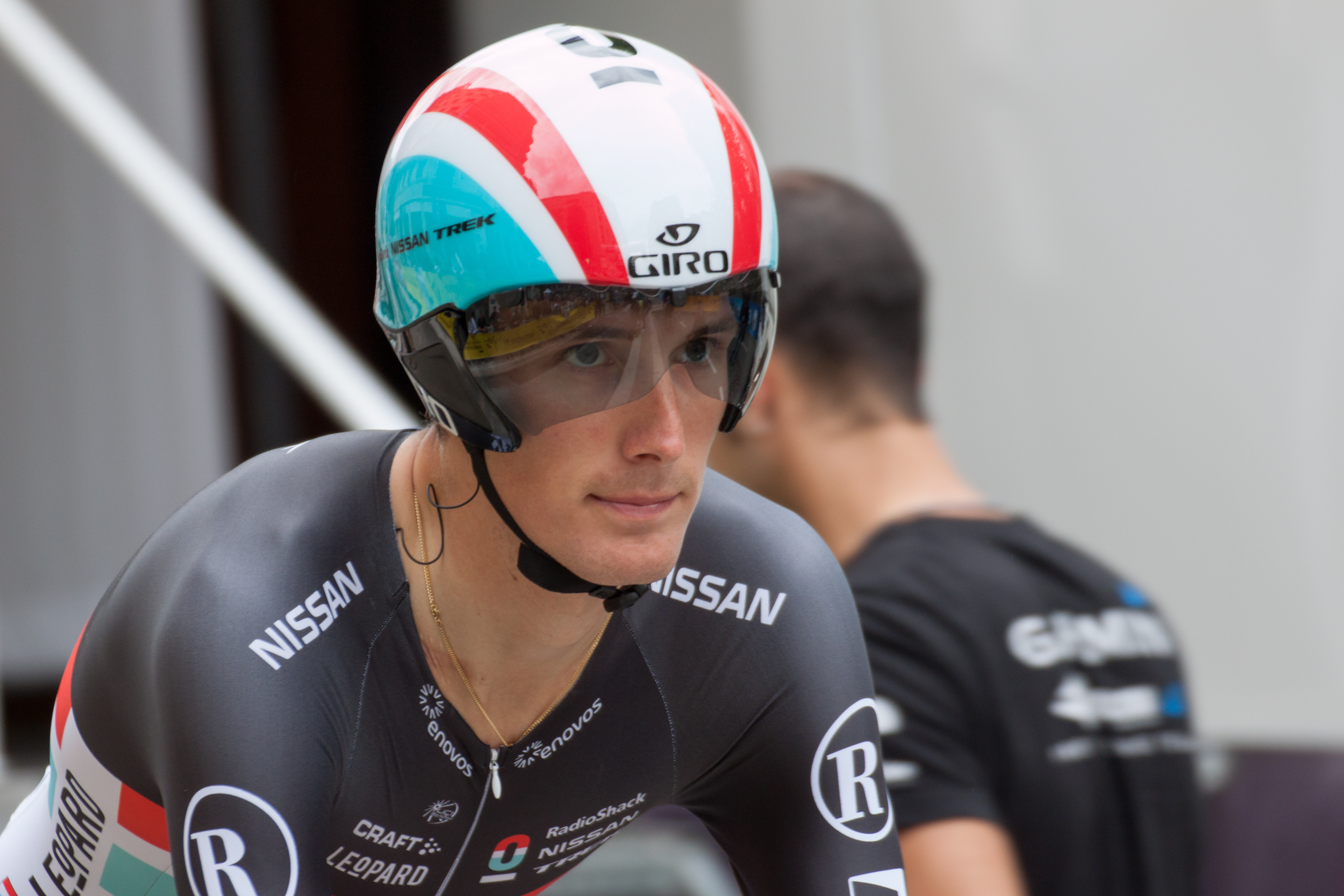
Andy en el prólogo de la Dauphiné Libéré de 2012.

Andy Schleck comenzó 2012 con el objetivo de volver a ser campeón del Tour de Francia, pero se cayó en una de las pruebas previas a la ronda gala, la Dauphiné Libéré, en la que el luxemburgués se fracturó el hueso sacro y le obligó a perderse el Tour. Una vez ya no podía disputar el Tour de Francia, centró sus objetivos en la Vuelta a España, aunque tampoco pudo disputarla debido a no estar recuperado completamente. Su primera carrera que disputó en 2012 después de su caída fue el Tour de Pekín, donde completó cuatro etapas, abandonando en el quinto día cuando iba último en la clasificación general. Finalmente acabó su fatídico año con apenas 33 días de competición.
Comenzó la temporada 2013, igual que acabó la 2012, sin poder terminar la primera prueba WorldTour del año, el Tour Down Under y el Tour del Mediterráneo, dejando claro que estaba muy lejos de su máximo nivel. Finalmente pudo completar la Lieja-Bastoña-Lieja, primera prueba WorldTour que finalizaba en casi un año, acabando en 41.ª posición. Sin seguir mostrando un gran nivel, compitió en el Tour de Suiza como preparación del Tour de Francia, siendo el 40.º de la clasificación general. Una vez empezó el Tour, Andy demostró que ya no era el de antaño, y su mejor resultado en una etapa fue el 12.º puesto con final en Bagnères-de-Bigorre, donde llegó con el grupo de favoritos, pero al avanzar los días se descolgaría acabando en la 20.ª posición general. Apenas participó pocas pruebas después del Tour, retirándose en el Giro de Lombardía, Gran Premio de Quebec y el Gran Premio de Montreal. Por segunda temporada consecutiva, cerró una temporada sin triunfos y al finalizar el año se mostraba "optimista" de cara a 2014.
En 2014 siguió igual que los dos años anteriores, siendo una sombra del ciclista que fue. En la París-Niza y en la Vuelta al País Vasco finalizó en 66.ª posición, resultados que no invitaban al optimismo. En el mes de junio, acabó 29.º en el Tour de Suiza y acabó 3.º en el Campeonato de Luxemburgo en Ruta, finalizando a 7 segundos de su hermano Fränk. Parecía que Andy recuperaba algo de fortuna, pero en la 3.ª etapa del Tour de Francia 2014, se vio inmerso en una caída que a posterior, le obligaría retirarse de la carrera.
Tras un breve comunicado, el 9 de octubre de 2014, se retiró con tan solo 29 años del ciclismo profesional, por no conseguir recuperarse de su lesión sufrida en el Tour de ese mismo año.

## Palmarés
| 2004 - Flèche du Sud 2005 - Campeonato de Luxemburgo Contrarreloj - 3.º en el Campeonato de Luxemburgo en Ruta 2006 - 3.º en el Campeonato de Luxemburgo en Ruta - 2 etapas del Sachsen-Tour 2007 - 2.º en el Giro de Italia, más clasificación de los jóvenes - 2.º en el Campeonato de Luxemburgo Contrarreloj 2008 - Clasificación de los jóvenes del Tour de Francia | 2009 - Lieja-Bastoña-Lieja - 1 etapa del Tour de Luxemburgo - Campeonato de Luxemburgo en Ruta - 2.º en el Tour de Francia, más clasificación de los jóvenes 2010 - Campeonato de Luxemburgo Contrarreloj - 2.º en el Campeonato de Luxemburgo en Ruta - Tour de Francia , más 2 etapas y clasificación de los jóvenes 2011 - 2.º en el Campeonato de Luxemburgo en Ruta - 2.º en el Tour de Francia, más 1 etapa 2014 - 3.º en el Campeonato de Luxemburgo en Ruta |

## Resultados en Grandes Vueltas y Campeonatos del Mundo
| Carrera         | Carrera         | 2005 | 2006 | 2007 | 2008 | 2009 | 2010 | 2011 | 2012 | 2013 | 2014 |
| --------------- | --------------- | ---- | ---- | ---- | ---- | ---- | ---- | ---- | ---- | ---- | ---- |
|                 | Giro de Italia  | —    | —    | 2.º  | —    | —    | —    | —    | —    | —    | —    |
|                 | Tour de Francia | —    | —    | —    | 11.º | 2.º  | 1.º  | 2.º  | —    | 20.º | Ab.  |
|                 | Vuelta a España | —    | —    | —    | —    | Ab.  | Ab.  | —    | —    | —    | —    |
| Mundial en Ruta | Mundial en Ruta | —    | —    | Ab.  | Ab.  | Ab.  | —    | —    | —    | —    | —    |

—: no participa

Ab.: abandono

## Equipos
- Team CSC/Team Saxo Bank (2004[14] -2010)
  - Team CSC (2004-2008) (hasta junio)
  - Team CSC-Saxo Bank (2008)
  - Team Saxo Bank (2009-2010)
- Leopard/Radioshack/Trek (2011-2014)
  - Leopard-Trek (2011)
  - Radioshack-Nissan (2012)
  - RadioShack Leopard (2013)
  - Trek Factory Racing (2014)